# 长兴南站
长兴南站是位于浙江省湖州市长兴县雉城镇的一个铁路车站，邮政编码313100。车站距离杭州站126公里，隶属上海铁路局嘉兴车务段，是三等区段站。

## 历史
车站随长牛铁路建于1960年，原名长兴站，由煤山中心站管理。1972年杭长铁路接入车站，1973年煤山中心站改制长兴中心站，管辖杭长、长牛线牛头山-三墩16个车站，1978年10月1日更名长兴车务段:324。
1986年铁道部出台“中取华东”铁路建设蓝图，其中包括宣杭铁路：该线路利用既有杭长线，并新建长兴至宣城段，于1992年建成，1994年交付运营。2002年又建成新长铁路江南段。2005年新长铁路实现复线化，同年5月24日长兴车务段并入嘉兴车务段，车站改由嘉兴车务段管辖至今；当年11月车站新站房投入使用:317。2012年6月20日起更改为现名，长兴站名称用作宁杭高速铁路车站。
2019年1月，车站所在的宣杭铁路实现电气化。

## 车站结构

### 站房

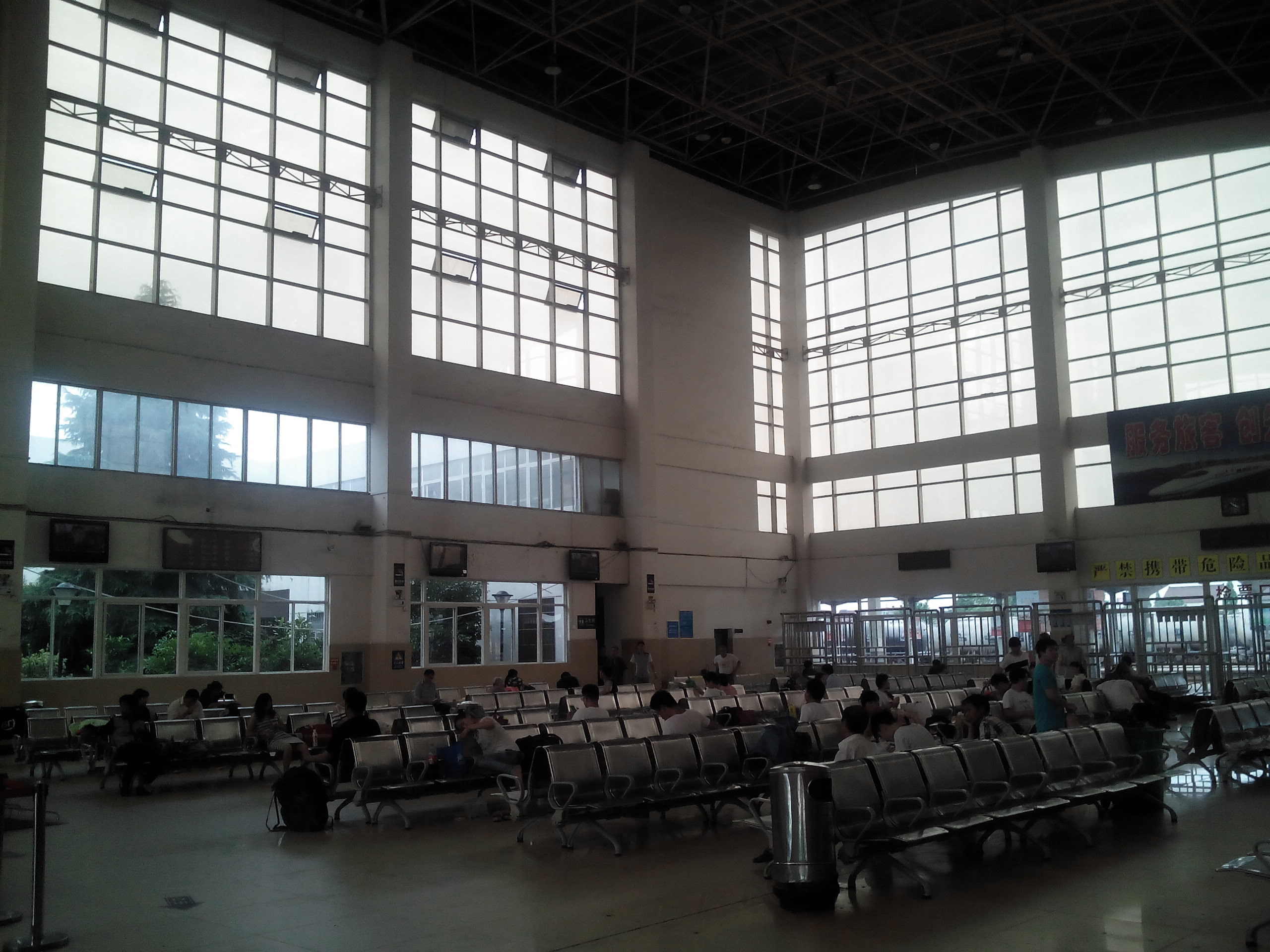
候车室

长兴南站目前使用的站房建于2005年:317。站房面积3400平方米，外立面设计以船为意向。站房内候车室面积800平方米，同时可容纳600余名旅客候车。

### 站场
长兴站到发场设有3条正线、3条旅客列车到发线和5条货车到发线，2座旅客站台长度530米。调车场设有7条调车线、2条存车线，另设有牵出线3条，边修线、机待线、折返线兼安全线各1条。此外车站附近设有机务折返段和车辆检修车间。
车站货场办理整车业务，老货场设有5条股道。2015年长兴县当地政府计划搬迁。2016年10月车站新货场投入使用。新货长位于长兴综合物流园区普泰码头附近，占地504亩，分为铁路作业区和物流配套区。其中铁路作业区占地292亩，分集装箱笨重和怕湿两个货物区。车站主要到发品类为煤炭类、化工类、化肥类、矿建类及木材类。另外设有通往长兴电厂及中国人民解放军94783部队的专用线。

## 車站周邊
- 浙江长兴金陵医院
- 长兴四小
- 古城公园